# NGC 1280
NGC 1280 je galaksija u zviježđu Kit.

## Vanjske poveznice
- SEDS: NGC 1280